# North Balgowlah
North Balgowlah é um subúrbio do norte de Sydney, no estado da Nova Gales do Sul, na Austrália, situado a 13 quilômetros a nordeste do distrito empresarial central de Sydney, na área do governo local do Conselho de Northern Beaches. North Balgowlah faz parte da região Northern Beaches. Em 2011, sua população era de 3 309 habitantes.